# Rachel Baxter
Rachel Baxter (* 5. April 1999) ist eine US-amerikanische Stabhochspringerin.

## Sportliche Laufbahn
Erste internationale Erfahrungen sammelte Rachel Baxter 2015 bei den Jugendweltmeisterschaften in Cali, bei denen sie mit übersprungenen 3,85 m den neunten Platz belegte. Im Jahr darauf erreichte sie bei den U20-Weltmeisterschaften in Bydgoszcz mit 4,10 m Rang zehn und 2017 siegte sie bei den Panamerikanischen-U20-Meisterschaften in Trujillo mit 4,41 m. 2018 nahm sie erneut an den U20-Weltmeisterschaften in Tampere teil und wurde dort mit 4,00 m Elfte. Im Jahr darauf gewann sie bei der Sommer-Universiade in Neapel mit 4,41 m die Silbermedaille hinter der Italienerin Roberta Bruni.

## Bestleistungen
- Stabhochsprung: 4,50 m, 27. April 2019 in Louisville
  - Stabhochsprung (Halle): 4,47 m, 22. Februar 2019 in Blacksburg